# Nechi (rijeka)
Nechi je rijeka u Kolumbiji, pritoka rijeke Cauce. Pripada porječju rijeke Magdalene.